# Владислав Сирокомля
Владисла́в Сироко́мля (біл. Уладзісла́ў Сырако́мля (справжнє Людвік Уладзіслаў Францішак Кандратовіч); * 29 вересня 1823, Смольгав  — †15 вересня 1862, Вільнюс) — білоруський та польський поет, драматург, перекладач творів Тараса Шевченка, літературний критик, краєзнавець. Мовами творів Сирокомлі були переважно польська, менше — білоруська.
Творчість Владислава Сирокомлі справила істотний вплив на формування модерної білоруської літератури.

## Біографія
Народився у Біларусі, неподалік Мінська, у шляхетській родині. Навчався у Несвіжі та Новогрудку. Літературну роботу розвинув у Вільнюсі. Писав переважно польською мовою, але виявляв яскравий білоруський патріотизм.
Перекладав польською мовою світову класику, зокрема твори Тараса Шевченка. Він також створив цикл оповідань за мотивами відомих народних прислів’їв: Про Заблоцького та мило, Про Пилипа з конопель, Пан Марко у пеклі та інші.
У 1856—1858 неодноразово виїжджав до Варшави і Познані (Пруське королівство). Після цих поїздок російські власті встановили за поетом секретний нагляд. У квітні 1861 виступив на патріотичній маніфестації в Каунасі з віршами. Виїхав до Варшави, а на зворотному шляху його заарештували і помістили до вільнюської в'язниці. Перебував під арештом близько місяця. Звільнений під нагляд поліції. Помер під час слідства.
Поховали поета на віленському цвинтарі Роси у Вільнюсі.
Іменем Владислава Сирокомлі названо вулиці у Мінську, Вільнюсі (в Новій Вільні; V. Sirokomlės g.), Варшаві, Кракові та Вроцлаві, школу в Смольгово.